# Covet
Covet és actualment un poble del terme municipal d'Isona i Conca Dellà, antigament del terme d'Isona. En un primer moment, fou un dels ajuntaments creats a partir de l'aplicació de la Constitució de Cadis, però disposicions ulteriors, imposant un nombre superior a 30 veïns (caps de família) per poder mantenir ajuntament propi, feren que el febrer del 1847 s'unís a Isona.
Està situat a l'extrem sud-est de l'antic terme d'Isona, aproximadament a mig camí entre Isona i Benavent de la Conca, tot i que més a prop d'aquesta darrera població. És a 711 m alt.

## Etimologia
Segons Coromines (op. cit.), el nom de Covet ve de codicetu, derivat col·lectiu de codex, amb el significat de tronc d'arbre. Fa referència, indubtablement, als espessos boscos que hi havia a l'indret on s'alça el poble de Covet.
Està documentat des del segle x, i el seu nom apareix escrit de diferents maneres, que palesen la seva evolució: Covecetus (any 949), Chouezedo (any 1033), Coueded (1153, 1165, 1179), Cubiceto (1126, 1163), Couezeto (1165), Cohaded (1174), Covet (1319), Covit (potser és un error de còpia) (1359).

## Història
La primera referència escrita on se cita el terme de Covet (Coveceto) amb els d'Isona, Llordà i altres llocs el 22 de juny de 949 en la consagració de l'església de Sant Cristòfol de Salinoves (Baronia de Rialb-La Noguera) i en fer esment de les diferents afrontacions.
Hi destaca l'església romànica de Santa Maria de Covet del segle xii, amb una portalada única en el romànic de Catalunya, esmentada ja el 1107. Procedeix d'aquesta església una Mare de Déu romànica conservada al Museu d'Art de Catalunya.
Antigament, a mitja hora escassa a migdia del poble, passava el camí ral de Tremp a Cervera, al lloc on hi havia el vell hostal de les Moreres, avui dia totalment enderrocat. Per això en altres èpoques, Covet, molt ben comunicat, visqué moments de més població que l'actual.
En el Fogatge del 1553 consten a Covet (escrit Conet per error de transcripció) 6 focs (una trentena d'habitants).
Pascual Madoz, els col·laboradors del qual confegiren les dades abans del 1845, informa que Covet és en un lloc perfectament ventilat, i de clima saludable, encara que una mica fred. Tenia en aquell moment 30 cases baixes i de mala construcció, distribuïdes en carrers irregulars i desiguals. El cementiri era ran de l'església parroquial, a l'entrada del poble. Pertanyien a Covet els Masos de Sant Martí i l'hostal de les Moreres, que era a l'antic camí ral de Cervera a Tremp, que passava pel poble.
La qualitat del terreny era dolenta i amb poc bosc (només en algunes finques particulars hi havia roures, freixes i oms. S'hi collia blat, ordi, sègol, civada, vi i oli; s'hi criaven ovelles i el bestiar necessari per a les feines del camp. També hi havia caça, de conills, llebres i perdius. Covet tenia en aquell moment 12 veïns (caps de família) i 71 ànimes (habitants).
Actualment només hi consten 2 habitants permanents, tot i que a l'estiu el nombre s'incrementa amb els estadants temporals que hi tenen una segona residència. D'aquesta manera s'ha evitat, a més, que anessin caient les cases que quedaven abandonades.

## Població
Són 2 les persones que hi viuen permanentment.

### Nom tradicional de cases del poble[4]
(les avui desaparegudes són marcades amb una (d)
| - Alegret (d) - Abellot (d) - Baén (d) - Bastida - Batalla - Baulies (d) - Bellera (d) | - Boixadera (d) - Caboet (d) - Castejon - Celdoni - Felip - Gepo (d) - Gros (d) | - Hostal de les Moreres (d) (als afores) - Jaume-Olsina - Joan (d) - Llis (d) - Llorenç - Mateu - Milio (abans Xampa) | - Miqueló - Pedrós (als afores) - Peret (d) - Perot - Ramonillo - Rectoret - La Rectoria (o Abadia) | - Soler - Ton - Tonatxo (d) |

## Comunicacions
No hi ha cap carretera que passi per Covet. Tanmateix, una pista l'enllaça amb Isona (7 quilòmetres), i una altra modernament asfaltada amb la carretera C-1412b (Ponts - Tremp), al quilòmetre 33, a mig camí entre Biscarri i Benavent de la Conca (2'5 quilòmetres). Encara, una altra pista en bon estat duu des de Covet a Gramenet, Merea i la carretera L-911, la que des del Coll de Comiols mena a Sant Salvador de Toló i Gavet de la Conca.
Tampoc no existeixen mitjans de transport públic que passin per Covet, però als pobles propers de Benavent de la Conca, Biscarri, i al cap del municipi, Isona, sí que n'hi ha.
L'únic servei de transports de què disposava Covet era el transport escolar que l'enllaçava amb Isona, facilitat pel Consell Comarcal del Pallars Jussà.